# فشاغ
الفُشَاغ   (باللاتينية: Smilax) جنس نباتي تستخرج من أنواعه مستحضرات علاجية.

## معرض صور

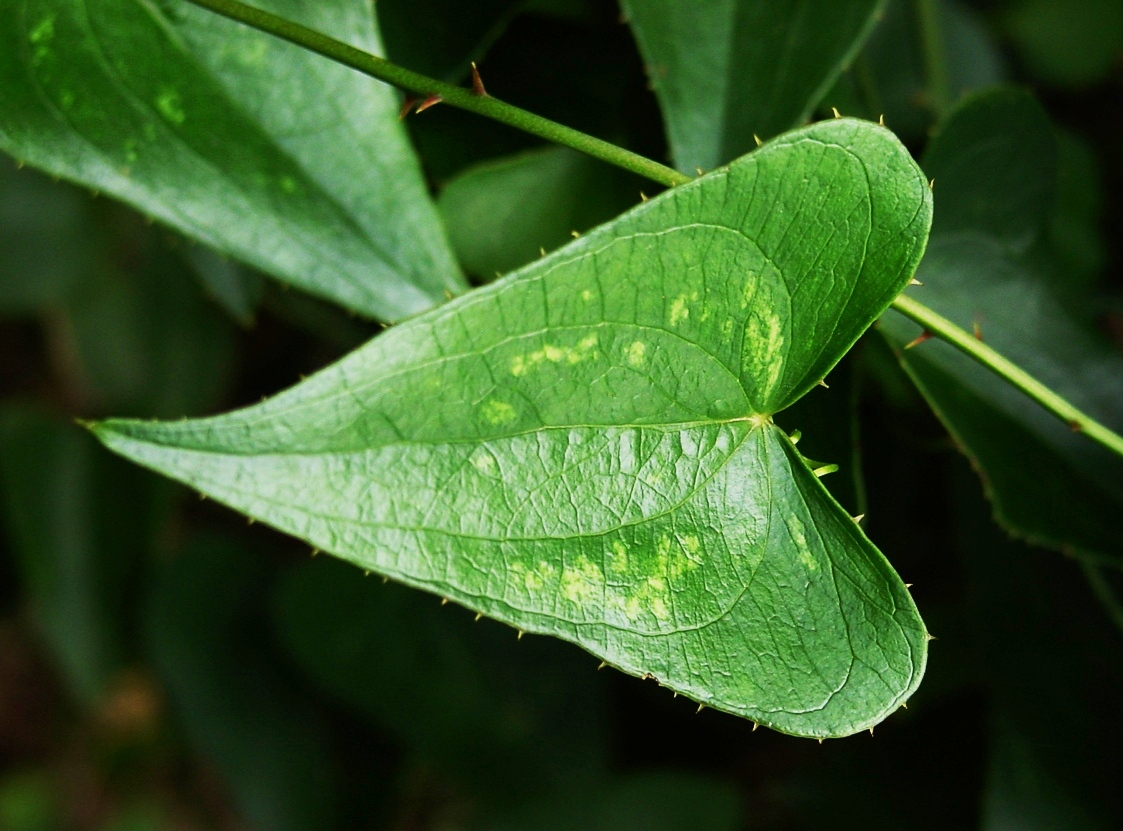
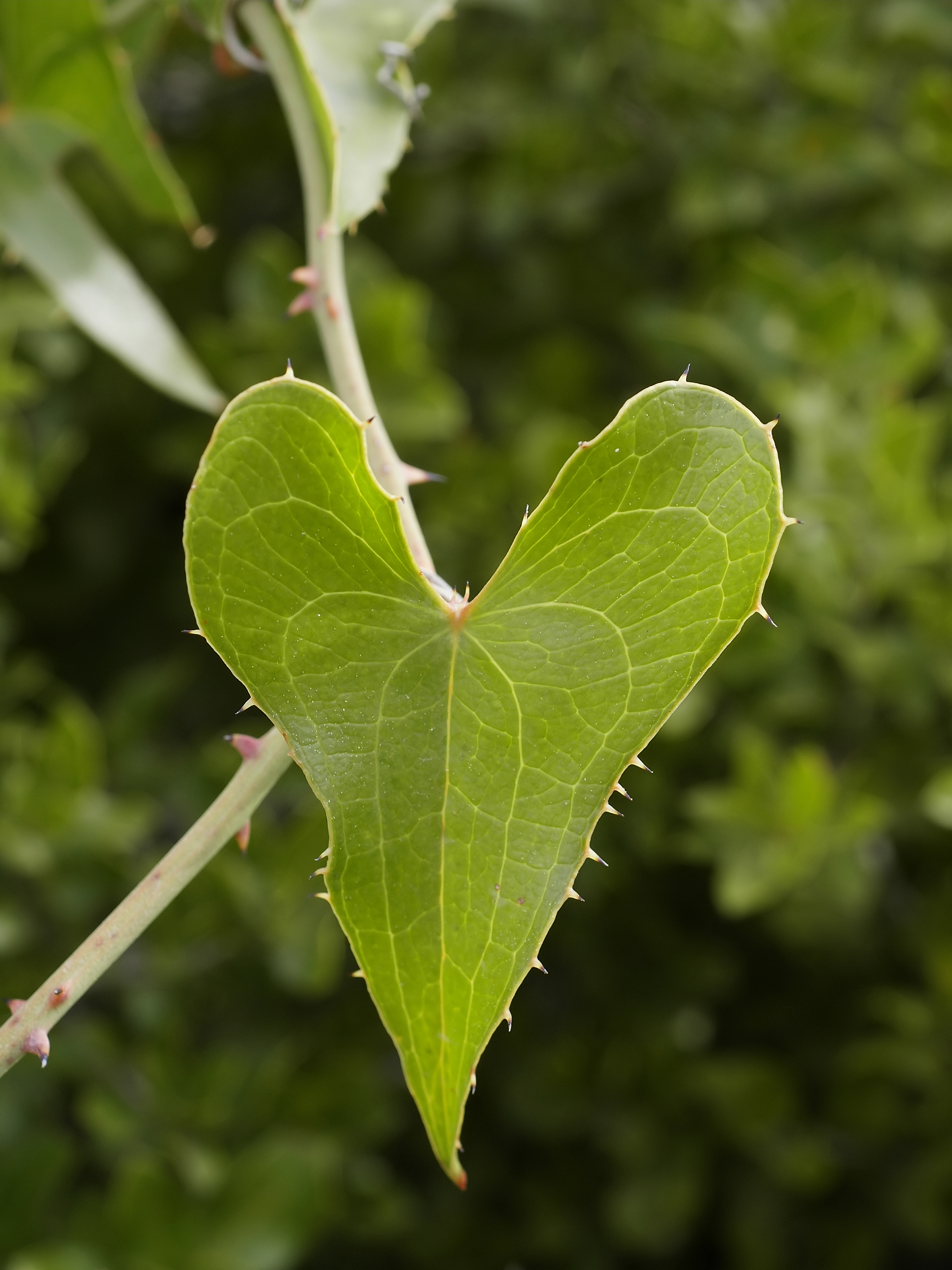
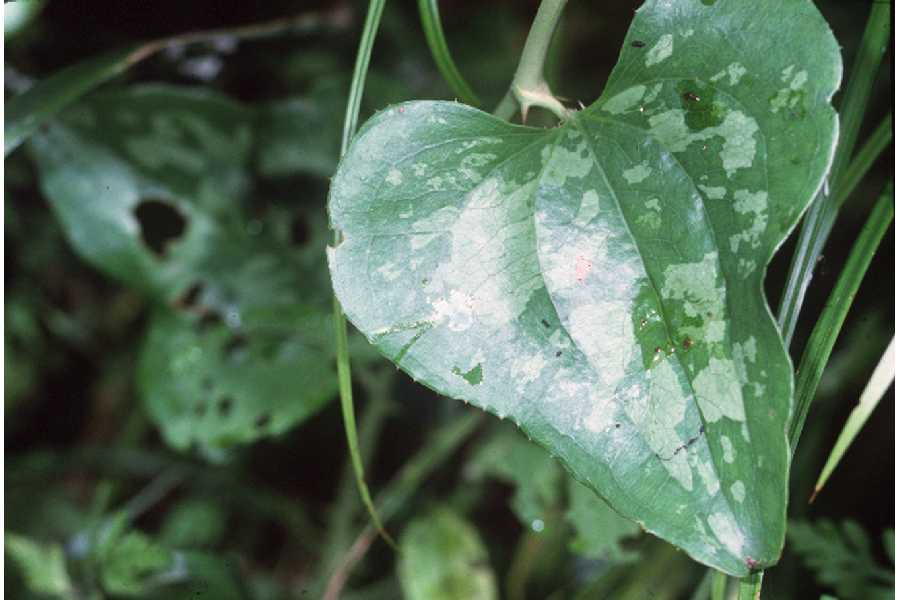